# Afroneta millidgei
Afroneta millidgei là một loài nhện trong họ Linyphiidae. Loài này được phát hiện ở Ethiopië.